# 욤스비킹

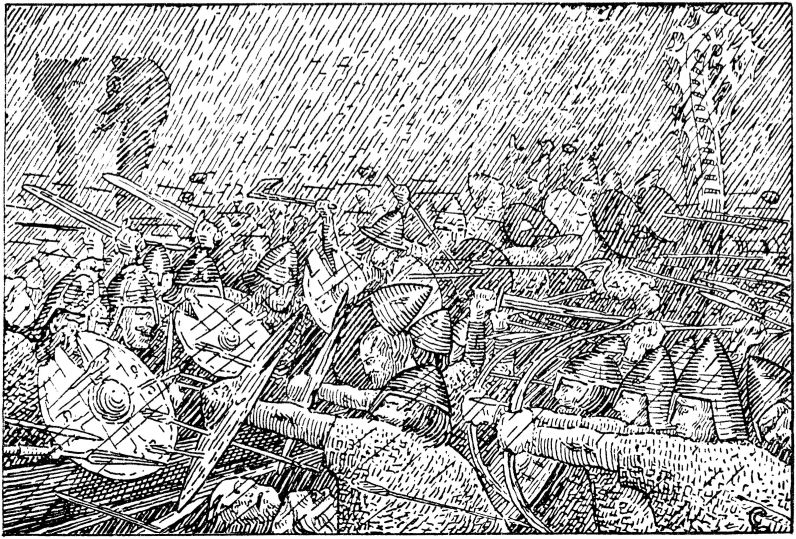
효룽가바그 전투에서 우박을 맞아가며 싸우는 욤스비킹

욤스비킹(고대 노르드어: Jomsviking)은 10세기-11세기의 반전설적인 바이킹 용병 집단이다. 욤스비킹은 굳건한 토착종교 신봉자들이었으며 오딘이나 토르 같은 신들을 섬겼다. 욤스비킹은 충분한 대금을 지불하는 영주라면 누구건 편을 들어 싸웠으며, 때로는 기독교 영주의 편에 서서 싸우기도 했다. 욤스비킹이 이교도라는 점을 제외하면 그들의 성질은 보다 후기 중세의 기사수도회를 연상시키는 면이 있다.
12세기-13세기의 아이슬란드 사가들에는 욤스비킹의 전설들이 기록되어 있다. 대표적인 것이 욤스비킹의 사가, 트뤼그비의 아들 올라프 왕의 사가, 평평한 섬의 서 등이다. 발트 해 남안에 욤스보르그라는 거점이 있어 욤스비킹이 본부로 삼았다고 하는데, 그 정확한 위치는 학자들 사이에 의견이 분분하다. 오늘날의 폴란드 볼린섬의 실베르베르크로 비정하는 것이 다수설이다.
역사학자들은 욤스비킹에 관한 기록들의 정확성을 두고 여전히 논쟁하고 있다. 그들의 본부라는 욤스보르그의 위치가 확정적으로 밝혀진 바가 없기 때문에, 욤스비킹에 관한 이야기들의 진위를 검증하는 데도 어려움이 따른다. 욤스비킹이 활동했다는 10-11세기 동시대의 문헌 중 "욤스비킹"이나 "욤스보르그"라는 이름이 발견되는 것은 없다. 하지만 동시대의 룬돌 세 점이 남아있다.

## 같이 보기
- 에이리크 인 시그르셀리
- 올로프 솃코눙